# トゥドレル・ブラトゥ
トゥドレル・ブラトゥ（Tudorel Bratu、1991年4月23日 - ）は、ルーマニアのラグビーユニオン選手。

## プロフィール
- ルーマニア・グラ・フモルルイ出身[1]。
- ポジションはスクラムハーフ(SH)。
- 身長 191cm、体重 105kg
- ルーマニア代表通算キャップ数は8でラグビーワールドカップ2015のルーマニア代表に選ばれた[2]。

## 略歴
ティミショアラ・サラセンズ、オリンピア・ブクレシュティ、CSディナモ・ブクレシュティを経て、2018年、CSMブクレシュティに加入。